# Zisterzienserinnenkloster San Clemente (Toledo)

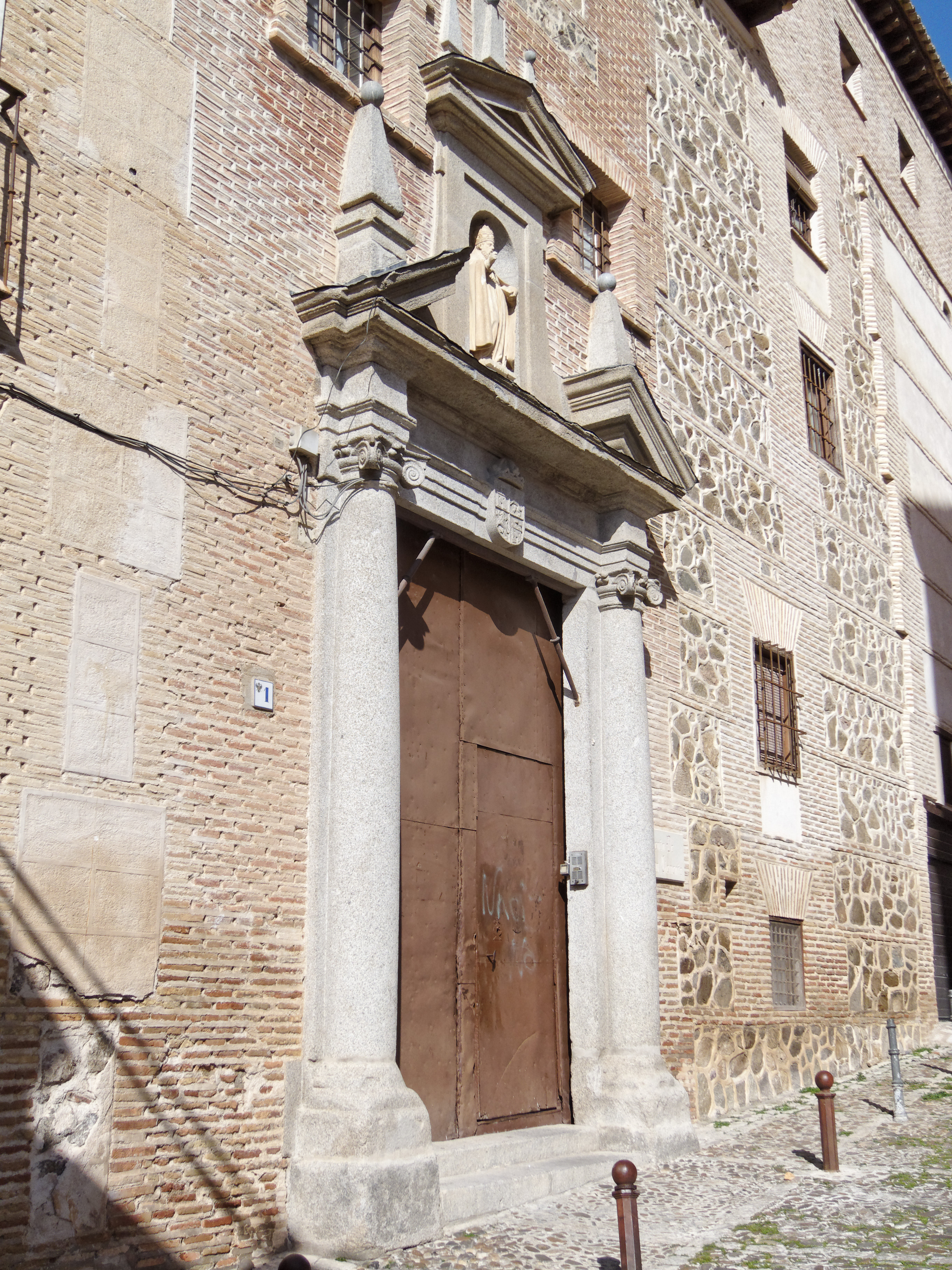
Convento de San Clemente, Toledo

Das Zisterzienserinnenkloster San Clemente ist seit 1175 ein Kloster der Zisterzienserinnen in Toledo in Spanien.

## Geschichte
König Alfons VII. stiftete 1131 die Verlegung eines Benediktinerinnenklosters nach Toledo in die heutige Straße Calle San Clemente. 1175 (offiziell 1180) wurde der Konvent zisterziensisch und besteht bis heute. Die jetzigen Gebäude stammen aus dem 16. und 17. Jahrhundert. Hervorzuheben ist das Klosterportal im plateresken Stil, das Alonso de Covarrubias zugeschrieben wird. Der bekannte Marzipan von Toledo gilt als Erfindung des Klosters und wird inzwischen dort wieder hergestellt. Der Konvent gehört zur Zisterzienserinnenkongregation San Bernardo (C.C.S.B.). Teil des Klosters bildet heute das Kulturzentrum San Clemente der Diputación (Provinzregierung) von Toledo.